# Кобаяси, Акира
Акира Кобаяси (яп. 小林 旭; род. 3 ноября 1938, Токио, Япония) — японский актёр кино и певец, один из нескольких артистов, сформировавших во время «золотого века японской студии Nikkatsu» поджанр Мукокусэки акусён (яп. 無国籍アクション, буквально — безграничный/беспредельный экшн) жанра Якудза эйга.

## Биография
Акира Кобаяси родился 3 ноября 1938 года в Токио. После получения среднего образрвания проступил в университет Мэйдзи, но учёбы не закончил. После конкурсного отбора в студию Nikkatsu (Никкацу) в 1956 году дебютировал там в качестве киноактёра. Получил популярность после выхода фильмов «Ржавый нож» и «Zesshō» (оба — 1958 год). С начала 1960-х исполняет, главным образом, первые роли.
В 1962 году женился на популярной певице Хибари Мисора, но брак закончился разводом буквально через пару лет.

## Избранная фильмография
| Год  |   | Русское название                                | Оригинальное название                                                      | Роль          |
| ---- | - | ----------------------------------------------- | -------------------------------------------------------------------------- | ------------- |
| 1957 | ф | Солнце в последние дни сёгуната                 | 幕末太陽傳 or 幕末太陽伝 / Sun in the Last Days of the Shogunate           | Кусака Гёндзу |
| 1958 | ф | Ржавый нож                                      | 錆びたナイフ / Rusty Knife                                                 | Макото Тэрадо |
| 1958 | ф | Нет сильнее любви                               | 絶唱 / Zesshô                                                              | Дзюнкити      |
| 1963 | ф | Странник из Канто                               | (関東無宿 / Kanto Wanderer                                                 | Мицуо Кацуто  |
| 1968 | ф | Возмездие                                       | 縄張はもらった / Retaliation                                               | Дзиро         |
| 1973 | ф | Битвы без чести и жалости: Опосредованная война | Battles Without Honor and Humanity: Proxy War                              | Акира Такэда  |
| 1974 | ф | Битвы без чести и жалости: Полицейская тактика  | 仁義なき戦い 頂上作戦 / Battles Without Honor and Humanity: Police Tactics | Акира Такэда  |
| 1974 | ф | Битвы без чести и жалости: Последний эпизод     | 仁義なき戦い 完結篇 / Battles Without Honor and Humanity: Final Episode    | Акира Такэда  |